# 6 Heures de Fuji 2023
Navigation
Édition précédente Édition suivante
Les 6 Heures de Fuji 2023, disputées le 10 septembre 2023 sur le Fuji Speedway, sont la 37e édition de l'épreuve, la 10e sur un format de six heures, et la sixième manche du championnat du monde d'endurance FIA 2023.

## La course

### Classement de la course
Voici le classement officiel au terme de la course.
- Les premiers de chaque catégorie du championnat du monde sont signalés par un fond jaune.
- Pour la colonne Pneus, il faut passer le curseur au-dessus du modèle pour connaître le manufacturier de pneumatiques.

| Pos | Classe   | no  | Écurie                       | Pilotes                                                     | Châssis                        | Pneus | Tours | Temps               |
| Pos | Classe   | no  | Écurie                       | Pilotes                                                     | Moteur                         | Pneus | Tours | Temps               |
| --- | -------- | --- | ---------------------------- | ----------------------------------------------------------- | ------------------------------ | ----- | ----- | ------------------- |
| 1   | Hypercar | 7   | Toyota Gazoo Racing          | Mike Conway Kamui Kobayashi José María López                | Toyota GR010 Hybrid            | M     | 229   | 6 h 01 min 17 s 551 |
| 1   | Hypercar | 7   | Toyota Gazoo Racing          | Mike Conway Kamui Kobayashi José María López                | Toyota H8909 3,5 L V6 Bi-Turbo | M     | 229   | 6 h 01 min 17 s 551 |
| 2   | Hypercar | 8   | Toyota Gazoo Racing          | Sébastien Buemi Brendon Hartley Ryo Hirakawa                | Toyota GR010 Hybrid            | M     | 229   | + 39 s 119          |
| 2   | Hypercar | 8   | Toyota Gazoo Racing          | Sébastien Buemi Brendon Hartley Ryo Hirakawa                | Toyota H8909 3,5 L V6 Bi-Turbo | M     | 229   | + 39 s 119          |
| 3   | Hypercar | 6   | Porsche Penske Motorsport    | Kévin Estre André Lotterer Laurens Vanthoor                 | Porsche 963                    | M     | 229   | + 47 s 768          |
| 3   | Hypercar | 6   | Porsche Penske Motorsport    | Kévin Estre André Lotterer Laurens Vanthoor                 | Porsche 9RD 4,6 L V8 Bi-Turbo  | M     | 229   | + 47 s 768          |
| 4   | Hypercar | 50  | Ferrari - AF Corse           | Antonio Fuoco Miguel Molina Nicklas Nielsen                 | Ferrari 499P                   | M     | 228   | + 1 tour            |
| 4   | Hypercar | 50  | Ferrari - AF Corse           | Antonio Fuoco Miguel Molina Nicklas Nielsen                 | Ferrari F163 3,0 L V6 Bi-Turbo | M     | 228   | + 1 tour            |
| 5   | Hypercar | 51  | Ferrari - AF Corse           | James Calado Antonio Giovinazzi Alessandro Pier Guidi       | Ferrari 499P                   | M     | 228   | + 1 tour            |
| 5   | Hypercar | 51  | Ferrari - AF Corse           | James Calado Antonio Giovinazzi Alessandro Pier Guidi       | Ferrari F163 3,0 L V6 Bi-Turbo | M     | 228   | + 1 tour            |
| 6   | Hypercar | 38  | Hertz Team Jota              | António Félix da Costa Will Stevens Yifei Ye                | Porsche 963                    | M     | 228   | + 1 tour            |
| 6   | Hypercar | 38  | Hertz Team Jota              | António Félix da Costa Will Stevens Yifei Ye                | Porsche 9RD 4,6 L V8 Bi-Turbo  | M     | 228   | + 1 tour            |
| 7   | Hypercar | 94  | Peugeot TotalEnergies        | Loïc Duval Gustavo Menezes Stoffel Vandoorne                | Peugeot 9X8                    | M     | 228   | + 1 tour            |
| 7   | Hypercar | 94  | Peugeot TotalEnergies        | Loïc Duval Gustavo Menezes Stoffel Vandoorne                | Peugeot X6H 2,6 L V6 Bi-Turbo  | M     | 228   | + 1 tour            |
| 8   | Hypercar | 93  | Peugeot TotalEnergies        | Mikkel Jensen Paul di Resta Jean-Éric Vergne                | Peugeot 9X8                    | M     | 226   | + 3 tours           |
| 8   | Hypercar | 93  | Peugeot TotalEnergies        | Mikkel Jensen Paul di Resta Jean-Éric Vergne                | Peugeot X6H 2,6 L V6 Bi-Turbo  | M     | 226   | + 3 tours           |
| 9   | Hypercar | 99  | Proton Competition           | Gianmaria Bruni Neel Jani Harry Tincknell                   | Porsche 963                    | M     | 221   | + 8 tours           |
| 9   | Hypercar | 99  | Proton Competition           | Gianmaria Bruni Neel Jani Harry Tincknell                   | Porsche 9RD 4,6 L V8 Bi-Turbo  | M     | 221   | + 8 tours           |
| 10  | Hypercar | 2   | Cadillac Racing              | Earl Bamber Alex Lynn Richard Westbrook                     | Cadillac V-Series.R            | M     | 219   | + 10 tours          |
| 10  | Hypercar | 2   | Cadillac Racing              | Earl Bamber Alex Lynn Richard Westbrook                     | Cadillac LMC55R 5,5 L V8 Atmo  | M     | 219   | + 10 tours          |
| 11  | LMP2     | 41  | Team WRT                     | Rui Andrade Louis Delétraz Robert Kubica                    | Oreca 07                       | G     | 219   | + 10 tours          |
| 11  | LMP2     | 41  | Team WRT                     | Rui Andrade Louis Delétraz Robert Kubica                    | Gibson GK428 4,2 L V8 Atmo     | G     | 219   | + 10 tours          |
| 12  | LMP2     | 22  | United Autosports            | Filipe Albuquerque Phil Hanson Frederick Lubin (en)         | Oreca 07                       | G     | 218   | + 11 tours          |
| 12  | LMP2     | 22  | United Autosports            | Filipe Albuquerque Phil Hanson Frederick Lubin (en)         | Gibson GK428 4,2 L V8 Atmo     | G     | 218   | + 11 tours          |
| 13  | LMP2     | 31  | Team WRT                     | Robin Frijns Sean Gelael Ferdinand Habsburg                 | Oreca 07                       | G     | 218   | + 11 tours          |
| 13  | LMP2     | 31  | Team WRT                     | Robin Frijns Sean Gelael Ferdinand Habsburg                 | Gibson GK428 4,2 L V8 Atmo     | G     | 218   | + 11 tours          |
| 14  | LMP2     | 23  | United Autosports            | Ben Hanley Oliver Jarvis Josh Pierson                       | Oreca 07                       | G     | 218   | + 11 tours          |
| 14  | LMP2     | 23  | United Autosports            | Ben Hanley Oliver Jarvis Josh Pierson                       | Gibson GK428 4,2 L V8 Atmo     | G     | 218   | + 11 tours          |
| 15  | LMP2     | 36  | Alpine ELF Team              | Julien Canal Charles Milesi Matthieu Vaxivière              | Oreca 07                       | G     | 218   | + 11 tours          |
| 15  | LMP2     | 36  | Alpine ELF Team              | Julien Canal Charles Milesi Matthieu Vaxivière              | Gibson GK428 4,2 L V8 Atmo     | G     | 218   | + 11 tours          |
| 16  | LMP2     | 28  | Jota                         | Pietro Fittipaldi David Heinemeier Hansson Oliver Rasmussen | Oreca 07                       | G     | 218   | + 11 tours          |
| 16  | LMP2     | 28  | Jota                         | Pietro Fittipaldi David Heinemeier Hansson Oliver Rasmussen | Gibson GK428 4,2 L V8 Atmo     | G     | 218   | + 11 tours          |
| 17  | LMP2     | 10  | Vector Sport                 | Gabriel Aubry Ryan Cullen Matthias Kaiser                   | Oreca 07                       | G     | 217   | + 12 tours          |
| 17  | LMP2     | 10  | Vector Sport                 | Gabriel Aubry Ryan Cullen Matthias Kaiser                   | Gibson GK428 4,2 L V8 Atmo     | G     | 217   | + 12 tours          |
| 18  | LMP2     | 9   | Prema Racing                 | Juan Manuel Correa Filip Ugran Bent Viscaal                 | Oreca 07                       | G     | 217   | + 12 tours          |
| 18  | LMP2     | 9   | Prema Racing                 | Juan Manuel Correa Filip Ugran Bent Viscaal                 | Gibson GK428 4,2 L V8 Atmo     | G     | 217   | + 12 tours          |
| 19  | LMP2     | 34  | Inter Europol Competition    | Albert Costa Fabio Scherer Jakub Śmiechowski                | Oreca 07                       | G     | 217   | + 12 tours          |
| 19  | LMP2     | 34  | Inter Europol Competition    | Albert Costa Fabio Scherer Jakub Śmiechowski                | Gibson GK428 4,2 L V8 Atmo     | G     | 217   | + 12 tours          |
| 20  | LMP2     | 63  | Prema Racing                 | Andrea Caldarelli Daniil Kvyat Doriane Pin                  | Oreca 07                       | G     | 216   | + 13 tours          |
| 20  | LMP2     | 63  | Prema Racing                 | Andrea Caldarelli Daniil Kvyat Doriane Pin                  | Gibson GK428 4,2 L V8 Atmo     | G     | 216   | + 13 tours          |
| 21  | LMP2     | 35  | Alpine ELF Team              | Olli Caldwell André Negrão Memo Rojas                       | Oreca 07                       | G     | 216   | + 13 tours          |
| 21  | LMP2     | 35  | Alpine ELF Team              | Olli Caldwell André Negrão Memo Rojas                       | Gibson GK428 4,2 L V8 Atmo     | G     | 216   | + 13 tours          |
| 22  | Hypercar | 4   | Floyd Vanwall Racing Team    | Esteban Guerrieri João Paulo de Oliveira Tristan Vautier    | Vanwall Vandervell 680         | M     | 211   | + 18 tours          |
| 22  | Hypercar | 4   | Floyd Vanwall Racing Team    | Esteban Guerrieri João Paulo de Oliveira Tristan Vautier    | Gibson GL458 4,5 L V8 Atmo     | M     | 211   | + 18 tours          |
| 23  | LMGTE Am | 54  | AF Corse                     | Francesco Castellacci Thomas Flohr Davide Rigon             | Ferrari 488 GTE Evo            | M     | 210   | + 19 tours          |
| 23  | LMGTE Am | 54  | AF Corse                     | Francesco Castellacci Thomas Flohr Davide Rigon             | Ferrari F154CB 3,9 L V8 Turbo  | M     | 210   | + 19 tours          |
| 24  | LMGTE Am | 33  | Corvette Racing              | Nicky Catsburg Ben Keating Nicolás Varrone (es)             | Chevrolet Corvette C8.R        | M     | 210   | + 19 tours          |
| 24  | LMGTE Am | 33  | Corvette Racing              | Nicky Catsburg Ben Keating Nicolás Varrone (es)             | Chevrolet 5,5 L V8 Atmo        | M     | 210   | + 19 tours          |
| 25  | LMGTE Am | 57  | Kessel Racing                | Takeshi Kimura Scott Huffaker (en) Ritomo Miyata            | Ferrari 488 GTE Evo            | M     | 210   | + 19 tours          |
| 25  | LMGTE Am | 57  | Kessel Racing                | Takeshi Kimura Scott Huffaker (en) Ritomo Miyata            | Ferrari F154CB 3,9 L V8 Turbo  | M     | 210   | + 19 tours          |
| 26  | LMGTE Am | 85  | Iron Dames                   | Sarah Bovy Rahel Frey Michelle Gatting                      | Porsche 911 RSR-19             | M     | 210   | + 19 tours          |
| 26  | LMGTE Am | 85  | Iron Dames                   | Sarah Bovy Rahel Frey Michelle Gatting                      | Porsche 4,0 L Flat-6 Atmo      | M     | 210   | + 19 tours          |
| 27  | LMGTE Am | 56  | Project 1 - AO               | Matteo Cairoli P.J. Hyett (en) Gunnar Jeannette             | Porsche 911 RSR-19             | M     | 210   | + 19 tours          |
| 27  | LMGTE Am | 56  | Project 1 - AO               | Matteo Cairoli P.J. Hyett (en) Gunnar Jeannette             | Porsche 4,0 L Flat-6 Atmo      | M     | 210   | + 19 tours          |
| 28  | LMGTE Am | 77  | Dempsey-Proton               | Julien Andlauer Mikkel O. Pedersen Christian Ried           | Porsche 911 RSR-19             | M     | 210   | + 19 tours          |
| 28  | LMGTE Am | 77  | Dempsey-Proton               | Julien Andlauer Mikkel O. Pedersen Christian Ried           | Porsche 4,0 L Flat-6 Atmo      | M     | 210   | + 19 tours          |
| 29  | LMGTE Am | 98  | NorthWest AMR                | Ian James Daniel Mancinelli Alex Riberas                    | Aston Martin Vantage AMR       | M     | 210   | + 19 tours          |
| 29  | LMGTE Am | 98  | NorthWest AMR                | Ian James Daniel Mancinelli Alex Riberas                    | Aston Martin 4,0 L V8 Bi-Turbo | M     | 210   | + 19 tours          |
| 30  | LMGTE Am | 86  | GR Racing                    | Michael Wainwright Benjamin Barker Riccardo Pera            | Porsche 911 RSR-19             | M     | 210   | + 19 tours          |
| 30  | LMGTE Am | 86  | GR Racing                    | Michael Wainwright Benjamin Barker Riccardo Pera            | Porsche 4,0 L Flat-6 Atmo      | M     | 210   | + 19 tours          |
| 31  | LMGTE Am | 83  | Richard Mille AF Corse       | Luis Pérez Companc Alessio Rovera Lilou Wadoux              | Ferrari 488 GTE Evo            | M     | 209   | + 20 tours          |
| 31  | LMGTE Am | 83  | Richard Mille AF Corse       | Luis Pérez Companc Alessio Rovera Lilou Wadoux              | Ferrari F154CB 3,9 L V8 Turbo  | M     | 209   | + 20 tours          |
| 32  | LMGTE Am | 777 | D'Station Racing             | Tomonobu Fujii Satoshi Hoshino Casper Stevenson (en)        | Aston Martin Vantage AMR       | M     | 209   | + 20 tours          |
| 32  | LMGTE Am | 777 | D'Station Racing             | Tomonobu Fujii Satoshi Hoshino Casper Stevenson (en)        | Aston Martin 4,0 L V8 Bi-Turbo | M     | 209   | + 20 tours          |
| 33  | LMGTE Am | 60  | Iron Lynx                    | Matteo Cressoni Alessio Picariello Claudio Schiavoni        | Porsche 911 RSR-19             | M     | 209   | + 20 tours          |
| 33  | LMGTE Am | 60  | Iron Lynx                    | Matteo Cressoni Alessio Picariello Claudio Schiavoni        | Porsche 4,0 L Flat-6 Atmo      | M     | 209   | + 20 tours          |
| 34  | LMGTE Am | 21  | AF Corse                     | Kei Cozzolino Hiroshi Koizumi Simon Mann                    | Ferrari 488 GTE Evo            | M     | 208   | + 21 tours          |
| 34  | LMGTE Am | 21  | AF Corse                     | Kei Cozzolino Hiroshi Koizumi Simon Mann                    | Ferrari F154CB 3,9 L V8 Turbo  | M     | 208   | + 21 tours          |
| 35  | LMGTE Am | 25  | Oman Racing Team by TF Sport | Ahmad Al Harthy Michael Dinan (en) Charlie Eastwood         | Aston Martin Vantage AMR       | M     | 206   | + 23 tours          |
| 35  | LMGTE Am | 25  | Oman Racing Team by TF Sport | Ahmad Al Harthy Michael Dinan (en) Charlie Eastwood         | Aston Martin 4,0 L V8 Bi-Turbo | M     | 206   | + 23 tours          |
| 36  | Hypercar | 5   | Porsche Penske Motorsport    | Dane Cameron Michael Christensen Frédéric Makowiecki        | Porsche 963                    | M     | 182   | + 47 tours          |
| 36  | Hypercar | 5   | Porsche Penske Motorsport    | Dane Cameron Michael Christensen Frédéric Makowiecki        | Porsche 9RD 4,6 L V8 Bi-Turbo  | M     | 182   | + 47 tours          |

## Pole position et record du tour
- Pole position :  Kamui Kobayashi (#7 Toyota Gazoo Racing) en 1 min 27 s 794
- Meilleur tour en course :  Kamui Kobayashi (#7 Toyota Gazoo Racing) en 1 min 30 s 735

## Tours en tête
- no 6 Porsche 963 - Porsche Penske Motorsport :   tours (1-32 / 41-72 / 80-111 / 119-150)[7]
- no 7 Toyota GR010 Hybrid - Toyota Gazoo Racing :   tours (33-37 / 73-76 / 112-115 / 166-192 / 195-229)
- no 8 Toyota GR010 Hybrid - Toyota Gazoo Racing :   tours (38-40 / 77-79 / 116-118 / 151-165 / 193-194)

## À noter
- Longueur du circuit : 4,563 km
- Distance parcourue par les vainqueurs : 1 044,927 km